# Paraphoides foeda
Paraphoides foeda är en fjärilsart som beskrevs av Frederick H. Rindge 1964. Paraphoides foeda ingår i släktet Paraphoides och familjen mätare. Inga underarter finns listade i Catalogue of Life.